# San Pedro, Buenos Aires
San Pedro är en kommunhuvudort i Argentina.   Den ligger i provinsen Buenos Aires, i den centrala delen av landet, 160 km nordväst om huvudstaden Buenos Aires. San Pedro ligger 30 meter över havet och antalet invånare är 47 452.
Terrängen runt San Pedro är platt. Det finns inga andra samhällen i närheten.
Trakten runt San Pedro består till största delen av jordbruksmark. Runt San Pedro är det ganska glesbefolkat, med 43 invånare per kvadratkilometer.